# William Sampson
Pour les articles homonymes, voir Sampson et William Sampson (auteur).
William Sampson (vers 1590 - 1636 ?) est un dramaturge anglais de l'époque élisabéthaine.

## Biographie
Il est né vers 1590 à South Leverton, un village près de Retford dans le Nottinghamshire. Il fait partie d'une famille de yeomen qui possède des terres à South Leverdon. En 1612, un William Sampson, le dramaturge ou son père, figure avec un Thomas et un Henry Sampson parmi les plus modestes propriétaires terriens de l'endroit. Comme beaucoup d'autres fils de yeoman, William semble, pendant sa jeunesse, s'être mis au service de grandes familles du voisinage. Il finit par trouver une place fixe comme domestique dans la famille de sir Henry Willoughby, 1er baronet, originaire de Risley dans le Derbyshire, chez qui réside aussi Phineas Fletcher entre 1616 et 1621.
Le service de Sampson lui laisse du temps pour la littérature. Il fait la connaissance de Gervase Markham, un autre auteur du Nottinghamshire, et il se joint à lui, probablement vers 1612, pour écrire une tragédie fondée sur l'histoire d'Hérode et d'Antipater, tirée des Antiquités judaïques de Flavius Josèphe. Intitulée Herod and Antipater, cette pièce connaît le succès à Londres, et elle est autorisée à être publiée le 22 février 1621 sous le titre The True Tragedy of Herod and Antipater, with the Death of faire Marriam, according to Josephus, the learned and famous Jewe (« La véritable tragédie d'Hérode et d'Antipater, avec la mort de la belle Marriam, selon Josèphe, le célèbre savant juif »). Elle est éditée par Matthew Rhodes qui la préface en vers.
Sampson poursuit son avantage avec une pièce, écrite seul, au sujet d'un fait divers local, la séduction par un certain Bateman d'une jeune femme mariée de Clifton (en), puis le suicide des amants. Cet épisode a fait l'objet d'un chapbook intitulé Bateman's Tragedy ; or the perjured Bride justly rewarded (« La tragédie de Bateman, ou la fiancée parjure justement récompensée »). Joseph Ritson a imprimé une ballade populaire sur ce thème. La pièce de Sampson est écrite en partie en vers blanc, en partie en prose, et a été composée sous le toit de son maître Willoughby. Cet ouvrage a été publié sous le titre de The Vow Breaker, or the Faire Maide of Clifton in Nottinghamshire as it hath beene divers times acted by severall companies with great applause (« Le Briseur de vœu, ou l'honnête jeune fille de Clifton dans le Nottinghamshire, tel que la pièce a été jouée de multiples fois par plusieurs compagnies sous les applaudissements »). L'ouvrage est dédié à Anne, fille de sir Henry Willoughby, et une planche en préface illustre l'histoire. Dans le dernier acte, le maire de Nottingham a un entretien avec la reine Élisabeth au sujet de la navigation sur le fleuve Trent.
Une troisième pièce, une comédie intitulée The Widow's Prize, est aussi attribuée à Sampson. Selon un extrait du journal de sir Henry Herbert (en), le censeur pour le théâtre, cité par Halliwell, cet ouvrage comprend « beaucoup de matériaux offensants », mais Herbert lui accorde néanmoins la licence le 25 janvier 1624 pour être joué par la troupe du prince, à condition que l'on tienne compte des remarques qu'il a faites. Cette pièce entre pour publication dans le Registre des Libraires le 9 septembre 1653, mais elle ne semble pas avoir été publiée. Son manuscrit est détruit par la cuisinière de Warburton, qui, pour allumer son feu ou faire la cuisine, a détruit une cinquantaine de manuscrits originaux en une année.
Plus tard dans sa vie, en accord avec sa profession de domestique, il consacre beaucoup de son énergie littéraire à faire en vers héroïques le panégyrique de la noblesse et de la gentry des comtés des Midlands. En 1636, paraît son Virtus post Funera vivit, or Honour Tryamphing over Death, being true Epitomes of Honorable, Noble, Learned, and Hospitable Personages (Londres, 1636). Les premières lignes sont adressées à William Cavendish, comte de Newcastle. Suit une dédicace en prose à Christiane, comtesse douairière de Devon, puis une autre en vers à Charles, vicomte Mansfield, fils du comte de Newcastle. Les poèmes, tous en vers héroïques, sont au nombre de trente-deux. Parmi les personnes commémorées, se trouvent Elizabeth Talbot, comtesse de Shrewsbury (Bess of Hardwick, poème n°1), et William Cavendish, comte de Devon (poème n°3). Les efforts de Sampson pour s'attirer le patronage des Cavendish sont inlassables. Un poème de lui non publié dédié à Margaret Cavendish, marquise de Newcastle, est intitulé Love's Metamorphosis, or Apollo and Daphne, et commence par « Scarce had Aurora showne her crimson face » (« À peine Aurore a-t-elle montré son visage empourpré »). Un autre des poèmes de Sampson, intitulé Cicero's Loyal Epistle according to Hannibal Caro, qui n'est pas non plus imprimé, est dédié à Lucy, femme de Fernando, lord Hastings, qui deviendra le 6e comte d'Huntingdon.
Sampson meurt peu après la publication de son Virtus post Funera vivit. Il s'était marié avec Helen, fille de Gregory Vicars, et ils eurent au moins deux enfants, Henry et William, qui fréquenteront tous deux Pembroke College de l'université de Cambridge,.